# 新奧恰基夫
47°30′29″N 32°49′7″E / 47.50806°N 32.81861°E
新奧恰基夫（烏克蘭語：Новоочаків），是烏克蘭南部的村莊，隸屬尼古拉耶夫州的巴什坦卡區。該村始建於1826年，面積1.43平方公里，海拔高度82米，2001年人口496，人口密度每平方公里346.9人。